# مومسيلو غافريك

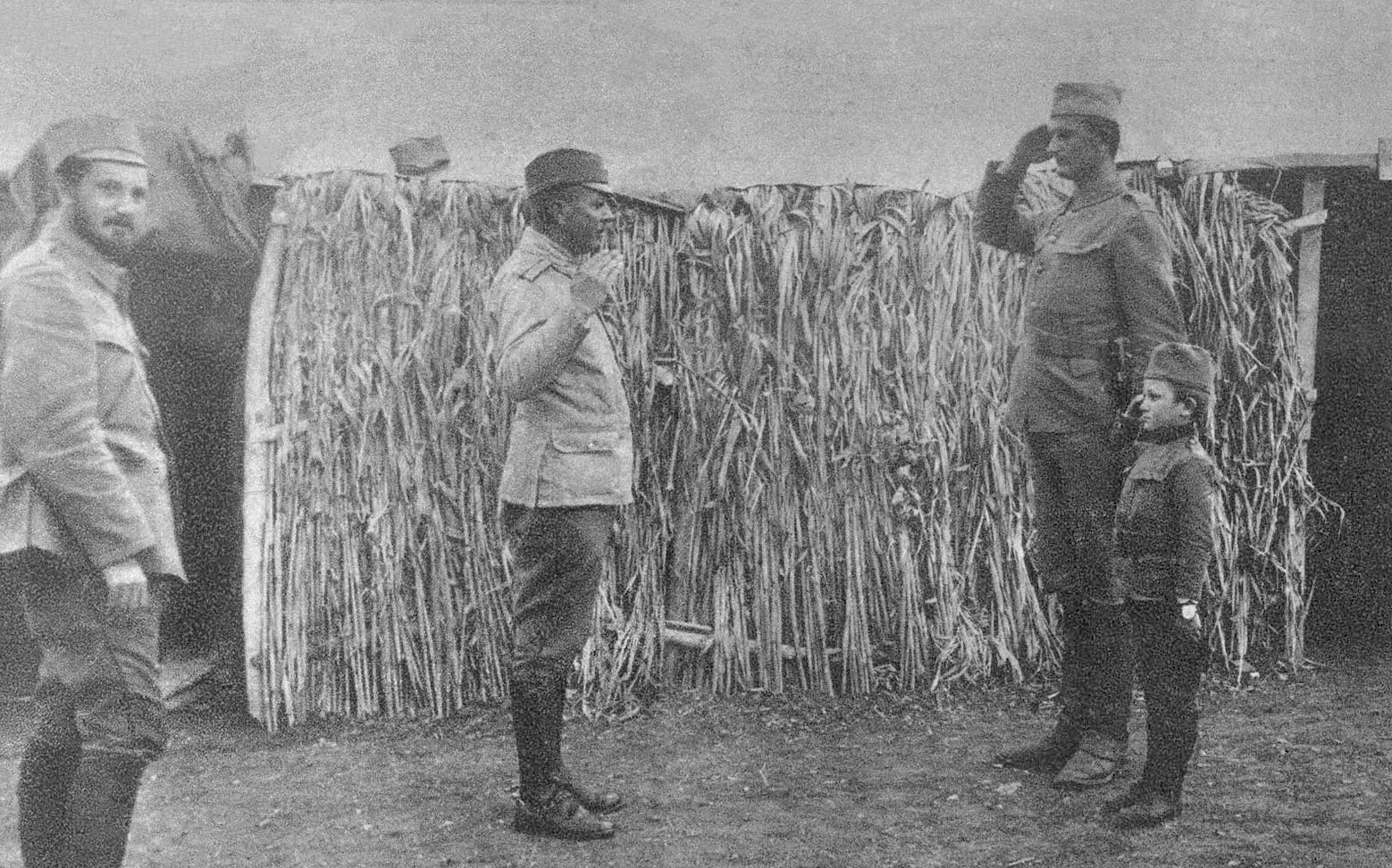
مومسيلو في عمر 10 سنوات يؤدي التحية العسكرية، 1916

مومسيلو غافريك (بالصربية: Момчило Гаврић)‏ (بالصربية:  Момчило Гаврић) كان أصغر جندي في الحرب العالمية الأولى. انضم لشعبة المدفعية رقم 6 من الجيش الصربي عندما كان عمره 8 سنوات بعد أن قتلت القوات النمساوية المجرية والديه، جدته وسبعة من إخوته في أغسطس 1914. وعندما أصبح عمره 10 سنوات تم ترقيته إلى رتبة عريف، وفي عمر 11 سنة رُقي إلى رتبة رقيب لانس ( Lance Sergeant).